# Cloé Korman
Pour les articles homonymes, voir Korman.
Cloé Korman, née en 1983 à Paris, est une écrivaine française. Elle a reçu le prix du Livre Inter et le prix Valery-Larbaud pour son premier roman, Les Hommes-couleurs.

## Biographie
Cloé Korman grandit à Boulogne-Billancourt, dans une famille juive originaire d'Alsace du côté de sa mère et de Pologne du côté de son père, Charles Korman (dirigeant de la Licra, avocat de l'une des parties civiles aux procès de Klaus Barbie et d'Aloïs Brunner), marquée par les exils et les persécutions du XXe siècle.
En 2002, elle intègre l’École normale supérieure de Lyon où elle étudie la littérature anglo-saxonne et l’histoire de l’art. Entre 2008 et 2010, elle travaille au ministère de la Culture et de la Communication, avant de se consacrer à l’écriture et à l’enseignement.
En 2008, elle part vivre à New York aux États-Unis et commence à écrire son premier roman. Entre 2010 et 2013 paraissent aux éditions du Seuil deux romans sur les frontières et les migrations dont Les Hommes-couleurs, l’histoire d’un exode moderne dans le désert mexicain, qui a été distingué par le prix Valery-Larbaud et le prix du Livre Inter,. Paraît ensuite Les Saisons de Louveplaine, roman inspiré par les émeutes de 2005 où elle raconte la disparition d’un immigré algérien dans une Seine-Saint-Denis mythique, hantée par l’Histoire et par des personnages d’adolescents fugueurs ; le roman est sélectionné pour le prix Médicis et le prix Renaudot. 
Son troisième roman, Midi, qui traite de « la vulnérabilité de l’enfance, les compromis coupables des adultes et la puissance aveuglante du désir », paraît au Seuil à la rentrée littéraire 2018 ; il fait partie de la première sélection du prix Renaudot.
Professeure de français au collège Jean-Pierre-Timbaud à Bobigny, elle a dirigé deux ouvrages collectifs issus d’ateliers d’écriture avec des adolescents.
Elle est nommée conseillère discours et argumentaires au cabinet du ministre de l'éducation nationale et de la jeunesse Pap Ndiaye, à compter du 13 juin 2022, mais il est mis fin à ses fonctions dès le 3 mars suivant.
En 2022, finaliste du prix Goncourt pour Les Presque Sœurs, elle est publiquement accusée de vol mémoriel et identitaire par les sœurs témoignant dans son récit. Cet roman, qui se déroule entre 1942 et 1944, est une enquête sur les traces de six fillettes (dont les trois cousines du père de l'autrice déportées à Auschwitz en 1944), orphelines après la rafle de leurs parents à Montargis en 1942. Publié l'année de la commémoration de la rafle du Vel d'Hiv, l'ouvrage explore le sort méconnu des enfants restés orphelins après la déportation de leurs parents. L'enquête s'appuie sur un travail sur les lieux de mémoire, et plusieurs chapitres mettent en scène l'autrice à la recherche de traces des lieux où les six fillettes ont été ballotées à Montargis, Baune la Rolande, au Cercil, à Paris, ou en banlieue (notamment à Drancy).

## Œuvre

### Romans et essais
- 2010 : Les Hommes-couleurs, Le Seuil, coll. « Cadre rouge »  (ISBN 978-2021001679) — prix du Livre Inter et prix Valery-Larbaud
- 2013 : Les Saisons de Louveplaine, Le Seuil, coll. « Cadre rouge »  (ISBN 978-2-02-112063-9)
- 2018 : Midi, Le Seuil, coll. « Cadre rouge »  (ISBN 978-2-02-140358-9)
- 2020 : Tu ressembles à une juive (essai autobiographique[16]), Le Seuil, coll. « Cadre rouge »  (ISBN 978-2-02-143237-4)
- 2022 : Les Presque Sœurs, Le Seuil, coll. « Cadre rouge »  (ISBN 978-2-02-142763-9)

### Ouvrages collectifs
- 2011 : La Courneuve, mémoire vive (dir.), éditions Médiapop  (ISBN 978-2918932031)
- 2018 : « Comment parler à un mur ? Zuccotti Park, New York », avec Mathieu Larnaudie, in Le Livre des places, éditions Inculte  (ISBN 979-1095086710)
- 2018 : Dans la peau d'une poupée noire : biographies imaginaires des poupées de la collection Deborah Neff, éditions Médiapop  (ISBN 978-2918932789)